# Placówka Straży Celnej „Katowice”

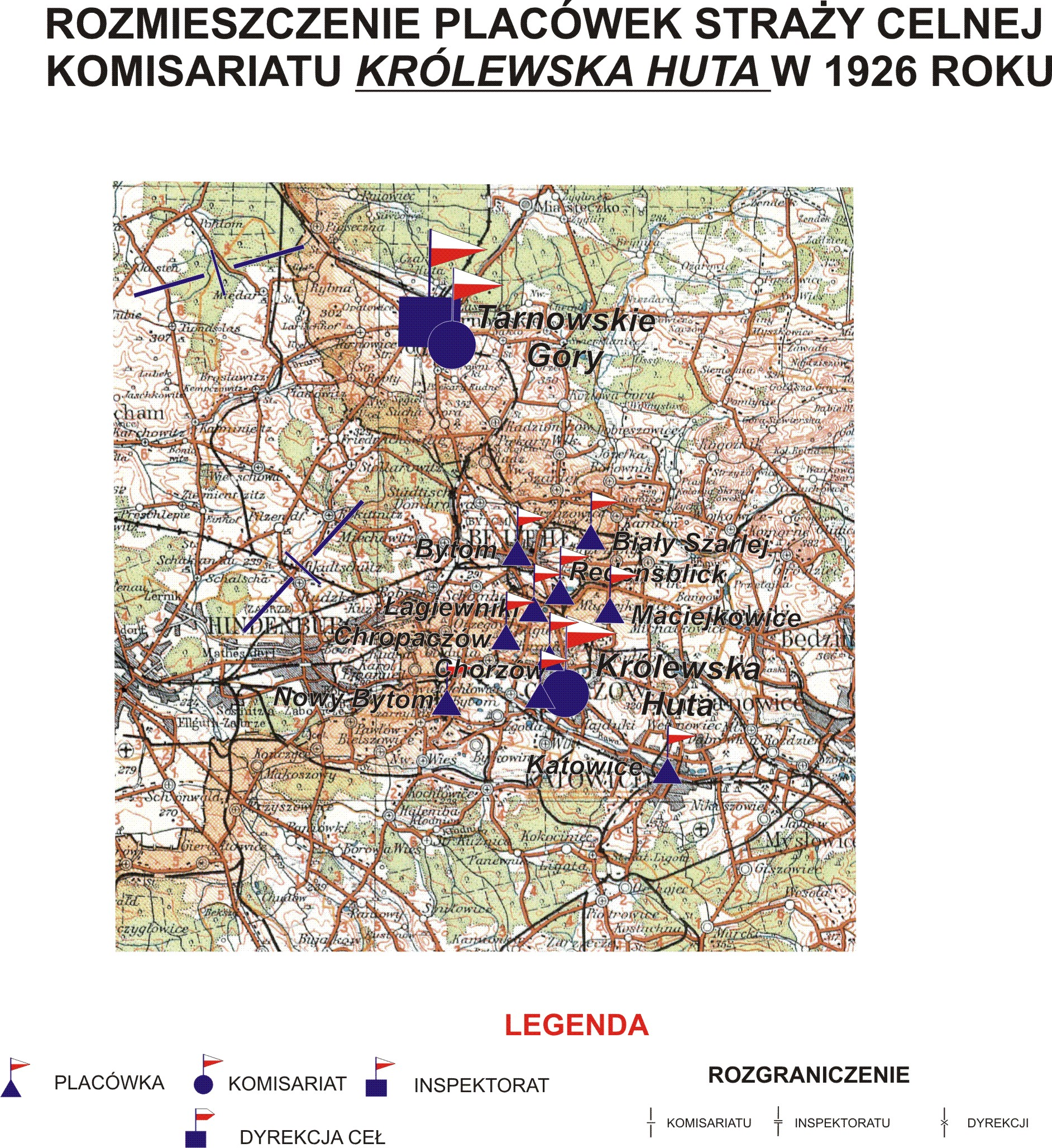
Rozmieszczenie placówek SC komisariatu Królewska Huta w 1926

Placówka Straży Celnej „Katowice” – jednostka organizacyjna Straży Celnej pełniąca w okresie międzywojennym służbę ochronną na granicy polsko-niemieckiej.

## Formowanie i zmiany organizacyjne
Na wniosek Ministerstwa Skarbu, uchwałą z 10 marca 1920 roku, powołano do życia Straż Celną. Od połowy 1921 roku jednostki Straży Celnej rozpoczęły przejmowanie odcinków granicy od pododdziałów Batalionów Celnych. Proces tworzenia Straży Celnej trwał do końca 1922 roku. Placówka Straży Celnej „Katowice” weszła w podporządkowanie komisariatu Straży Celnej „Królewska Huta” z Inspektoratu SC „Tarnowskie Góry”.
W drugiej połowie 1927 roku przystąpiono do gruntownej reorganizacji Straży Celnej. W praktyce skutkowało to rozwiązaniem tej formacji granicznej. Ochronę północnej, zachodniej i południowej granicy państwa przejęła powołana z dniem 2 kwietnia 1928 roku Straż Graniczna.
Rozkazem nr 4 z 30 kwietnia 1928 roku w sprawie organizacji Śląskiego Inspektoratu Okręgowego dowódca Straży Granicznej gen. bryg. Stefan Pasławski powołał komisariat Straży Granicznej „Lipiny”, a rozkazem nr 10 z 5 listopada 1929 roku w sprawie reorganizacji Śląskiego Inspektoratu Okręgowego komendant Straży Granicznej płk Jan Jur-Gorzechowski utworzył placówka Straży Granicznej II linii „Katowice”.

## Funkcjonariusze placówki
Kierownicy placówki
| stopień            | imię i nazwisko, numer    | okres pełnienia służby | kolejne stanowisko |
| ------------------ | ------------------------- | ---------------------- | ------------------ |
| starszy przodownik | Seweryn Mikołajczak (647) | był w 1926             |                    |

Obsada personalna placówki w 1926:
- starszy przodownik Seweryn Mikołajczak (647)
- strażnik Edmund Kiera (483)
- strażnik Bogdan Szczerbiński (1313)
- strażnik Franciszek Bednarczyk (30)
- strażnik Franciszek Stanoszek (931)
- strażnik Jan Gruchlik (257)
- strażnik Jan Stelmach (1004)
- strażnik Jan Śniatała (1013)